# 최종건 (1926년)
최종건(崔鍾建, 1926년 1월 9일~1973년 11월 15일)은 선경그룹을 창업한 대한민국의 기업인이다. 본관은 수성이며, 호는 담연(湛然)이다.
1926년 1월 9일에 출생했다. 경성공립직업학교(서울과학기술대학교) 기계과를 졸업하고 1944년 4월 선경직물 수원공장에 견습기사로 입사하였으며, 1953년 한국전쟁 휴전 이후 선경직물을 적산불하로 인수하여 선경그룹의 모태를 완성시켰다. 선경직물은 1939년 일본인 포목회사 선만주단 주식회사와 일본 관서지방의 교토직물의 합작으로 세운 회사였다. SK 제2대 회장 최종현의 형이고, SK그룹 제4대 회장 최태원의 큰아버지이다.

## 약력
- 1926년 경기도 수원군 안용면 평리(坪里) 벌말부락에서 기업인 최학배(崔學培)와 그의 부인 이동대(李同大)의 아들로 출생하였다. 아버지 최학배는 나무장수를 하다가 상점 대성상회(大成商會)를 설립하였으며, 볏집과 잠업으로도 확장하였다. 그의 선대는 수원군 공향면 해창리(현 화성시 팔탄면)였지만 아버지 최학배가 평리로 이사하였다. 누나 2명과 여동생 2명, 남동생 3명이 있었다.
- 방씨인 훈장이 운영하는 서당에 들어가 명심보감, 동몽선습, 사서삼경 등 한학 수학
- 1936년 3월 수원군 신풍정의 신풍소학교(新豊小學校)에 입학. 10세의 나이로 늦게 입학하였으며, 그의 누나 최양분이 다니고 있었다.
- 1940년 아버지 최학배가 수원고등농림학교 재학생이며 누나 최양분의 남편인 표현구(表鉉九)를 가정교사로 초빙하여, 동생 최종현과 함께 수학.
- 1941년 수원 신풍공립심상소학교 졸업
- 1941년 할아버지 최두혁(崔斗赫)의 권고 및 외삼촌의 영향으로 경성공립직업학교(현 서울과학기술대학교) 기계과 입학.
- 1944년 경성공립직업학교 기계과 졸업
- 1944년 기계기사 3급 자격증 취득
- 1944년 4월 선경직물 수원공장에 기계 기술자로 입사, 견습사원
- 1944년 8월 선경직물 수원 제2공장의 생산부 2조장으로 임명됨
- 1945년 8월 계속 선경직물 수원 제2공장 생산부 2조장으로 근무
- 1945년 11월 11일 선경직물이 적산으로 분류되어 조업정지
- 1946년 2월 선경직물에 다시 출근. 최대 주주 황청하, 김덕유가 공동관리자로 선임되었다.
- 1946년 2월 선경직물 생산부장
- 1950년 6월 24일 월급을 모은 돈으로 기업 인수를 시도, 그러나 6.25 전쟁으로 피난
- 1953년 7월 휴전 직후, 공동 관리자 부재로 선경직물 주식회사를 적산불하로 인수, 해방 후 8년이 지났으나 일제강점기 당시 설립된 기업, 시설은 모두 북한 관련 시설들과 함께 모두 대한민국 정부에서 적산으로 취급되었다.
- 1962년 8월 선경산업 설립, 나일론, 인견, 테트론 등 생산
- 1964년 대한직물공업협동조합 연합회(직련) 회장
- 1966년 일본 데이진 주식회사와 합작투자로 인조섬유(폴리에스테르) 공장을 현지에 설립
- 1966년 6월 선경화섬 사장
- 선경산업, 선산섬유, 울산섬유 대표이사(선경화섬의 방계회사들)
- 1967년 7월 12일~1973년 11월 15일 제6·7·8대 수원상공회의소 회장[1]
- 1969년 7월~1973년 11월 15일 선경합섬 회장
- 1970년 선경산업과 선경직물을 통합, 선경직물로 개편하고 회장에 취임
- 1967년 9월 14일~1971년 2월 18일 직물수출조합 이사장[2]
- 1970년 2월 4일~1973년 11월 15일 대한배구협회 부회장
- 1971년 2월 19일~1973년 11월 15일 직물원사수출조합 이사장
- 1971년 중앙대학교 사회개발대학원 수료
- 1972년 서해개발 주식회사 설립, 대표이사
- 1973년 워커힐 인수
- 1973년 선경석유 주식회사 설립, 대표이사
- 1973년 11월 15일 서울특별시 종로구 삼청동 142-1번지 자택에서 폐질환으로 사망

## 수상
- 1963년 금탑산업훈장
- 1966년 12월 1일 대통령 식산포장(수출유공)
- 1969년 국무총리 표창장(수출유공)
- 1970년 국무총리 표창장(수출유공)
- 1971년 국무총리 표창장(수출유공)

## 가족
| 관계     | 이름           | 출생일           | 사망일          | 활동사항                                            |
| -------- | -------------- | ---------------- | --------------- | --------------------------------------------------- |
| 할아버지 | 최두혁(崔斗赫) | 1868년           | 1938년          |                                                     |
| 할머니   | 홍씨           | 1868년           | 1907년          |                                                     |
| 아버지   | 최학배(崔學培) | 1900년           | 1962년 10월 2일 | 대성상회(大成商會) 사장                             |
| 어머니   | 이동대(李同大) | 1903년           | 1972년 11월     |                                                     |
| 부인     | 노순애(盧順愛) | 1928년           | 2016년 1월 28일 | 선경최종건재단 이사장                               |
| 장남     | 최윤원(崔允源) | 1950년 11월 11일 | 2000년 8월 31일 | SK 케미칼 부사장과 회장 역임, 폐암, 후두암으로 사망 |
| 차남     | 최신원(崔信源) | 1953년 1월 5일   |                 | SKC 회장                                            |
| 장녀     | 최정원(崔貞源) | 1955년           |                 |                                                     |
| 차녀     | 최혜원(崔惠源) | 1957년           |                 |                                                     |
| 삼녀     | 최지원(崔支源) | 1959년           |                 |                                                     |
| 사녀     | 최예정(崔藝靜) | 1962년           |                 |                                                     |
| 삼남     | 최창원(崔昌源) | 1964년 8월 27일  |                 | SK 케미칼 부회장, SK 와이번스 구단주                |
| 누나     | 최양분(崔養分) | 1922년           | 2010년 5월 5일  | SK텔레콤 사장 표문수의 어머니                       |
| 자형     | 표현구         | 1920년           | 1994년 6월 26일 |                                                     |
| 누나     | 최양순(崔養順) | 1923년           | 2008년 5월 1일  |                                                     |
| 자형     | 여운창         | 1919년           | 사망            |                                                     |
| 남동생   | 최종현(崔鍾賢) | 1929년 11월 21일 | 1998년 8월 26일 | SK그룹 2대 회장                                     |
| 여동생   | 최종분(崔鍾分) | 1932년           |                 |                                                     |
| 남동생   | 최종관(崔鍾寬) | 1934년           | 2018년 2월 24일 | SKC 고문                                            |
| 여동생   | 최종순(崔鍾順) | 1936년           |                 |                                                     |
| 남동생   | 최종욱(崔鍾旭) | 1939년           |                 |                                                     |